# Bandera de Bremen

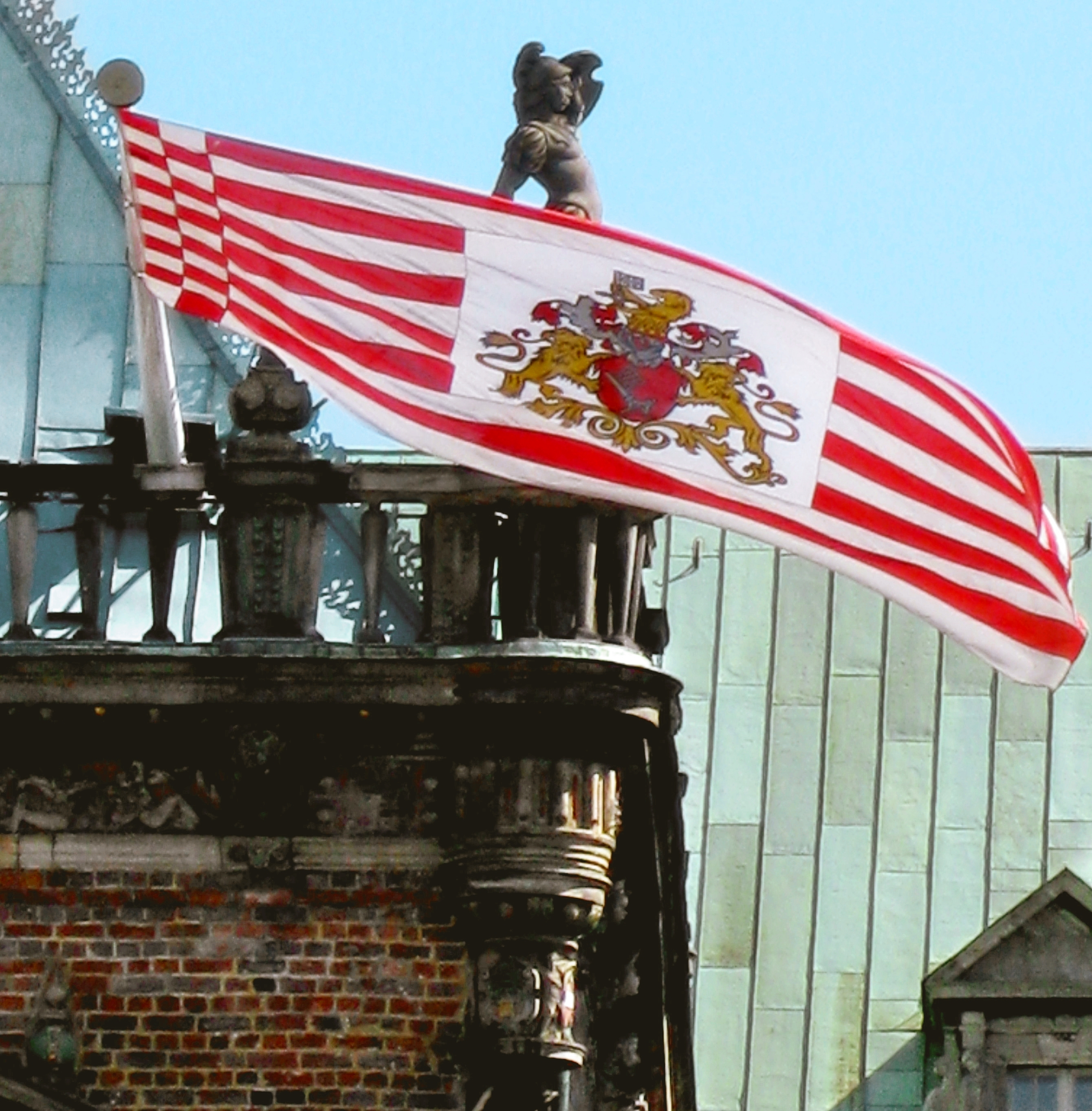
La Staatsflagge a l'Ajuntament de Bremen

La bandera de Estat de Bremen (utilitzada tant per la ciutat de Bremen com per l'estat federal) recuperada per la constitució de l'estat de 1947 està formada per l'alternança de quatre franges vermelles i quatre blanques en disposició horitzontal, sent la franja superior  vermella. Al costat esquerre i tocant al pal s'hi afegeixen dues franges verticals d'igual mida i en les que s'alterna el color dels quadres. La bandera civil no porta l'escut d'armes. La ràtio és 3:5.

## Variants
En cas que la bandera afegeixi l'escut d'armes, llavors, n'existeixen tres versions diferents:
- La bandera de servei (Dienstflagge), que afegeix l'escut simple al centre, conegut com a Der Bremer Schlüssel.
- La bandere d'estat (Staatsflagge), que afegeix l'escut d'armes al centre i la bandera normalment passa a tenir dotze franges enlloc de vuit.
- La bandera marítima (Dienstflagge der bremischen Schiffahrt), que afegeix l'escut d'armes i una àncora blava al cantó blanc. Es col·loca en els edificis de l'estat relacionats amb la navegació marítima. També com a bandera de proa.

Bandera civil o Staatsflagge.
Bandera amb l'escut simple o Dienstflagge
Bandera civil amb l'escut d'armes o "Staatsflagge mit Flaggenwappen"
Bandera marítima o Landesdienstflagge der bremischen Schiffahrt